# 個人授業 (曲)
「個人授業」（こじんじゅぎょう）は、日本のアイドルグループ・フィンガー5の2作目のシングル。

## 概要
1972年8月にグループ名を「ベイビーブラザーズ」から「フィンガー5」と改め、翌1973年8月にキングレコードから日本フォノグラム（現・ユニバーサル ミュージック ジャパン）へ移籍、同月25日に移籍第1弾としてこのシングルが発売された。
1973年12月3日付のオリコンシングルチャートで第1位を獲得した。
「個人授業」のレコードジャケットは2種類がある。一つは二つ折りジャケットで、表面に水島新司によるメンバーのイラスト、裏面にメンバーの写真が掲載され、中面には歌詞に加えて水島新司による漫画「Finger5のすべて!」が掲載されているもの、もう一つは表面に水島新司によるメンバーのイラストとメンバーの写真が共に掲載され、裏面に歌詞が掲載されているものである。なお、両者とも品番は同じFS-1757である。
累計売上は145万枚超を記録。オリコン集計では70万枚を超すセールス。

## 収録曲
| 全作詞: 阿久悠。 |              |           |           |          |      |
| #                | タイトル     | 作詞      | 作曲      | 編曲     | 時間 |
| A面.             | 「個人授業」 | 阿久悠    | 都倉俊一  | 都倉俊一 | 2:59 |
| B面.             | 「恋の研究」 | 阿久悠    | 玉元一夫  | 山崎泉   | 2:39 |
| 合計時間:        | 合計時間:    | 合計時間: | 合計時間: | 5:38     |      |

## 備考
- 大阪有線放送へのプロモーション用レコードとして制作された、A面に「個人授業」を、B面に「恋のアメリカン・フットボール」を収録したシングル（フィリップス OUP-7）が存在する。

## カバー
- 山口百恵（1973年、アルバム青い果実/禁じられた遊び収録）
- Folder（1997年、阿久悠トリビュートアルバム『VELFARRE J-POP NIGHT presents DANCE with YOU』に収録）
- misono - 後述
- Caocao（持田香織と田島貴男によるユニット） - 後述
- ROLLY - 「グラマラス・ローリー〜グラム歌謡を唄う」収録（2012年）
- 読売テレビ制作の約束のステージ 〜時を駆けるふたりの歌〜では主人公の少女・翼（土屋太鳳）とつばさ（百田夏菜子）がこの歌をカバーしている[注 1]。
- 椎名林檎-2018年のアリーナツアー「椎名林檎 (生)林檎博'18 ―不惑の余裕―」にて本人の楽曲である「どん底まで」とのメドレーとしてカバーしている。

## misonoによるカバー
「個人授業」（こじんじゅぎょう）は、日本の歌手・misonoの2作目のシングル。

### 概要
- 前作「VS」から約2か月ぶりのシングル。
- 表題曲は日本テレビ系列『ミラクル☆シェイプ』のエンディングテーマに起用された。
- ジャケットの異なるCD+DVD規格とCD規格の2形態で発売され、DVDには表題曲のビデオクリップが収録された。
- オリコンチャート初登場15位を獲得。2作連続でトップ20入りを果たした。

### 収録曲
| 全編曲: イズタニタカヒロ。 |                            |           |                  |       |
| #                          | タイトル                   | 作詞      | 作曲             | 時間  |
| 1.                         | 「個人授業」               | 阿久悠    | 都倉俊一         | 4:26  |
| 2.                         | 「pinkies」                | misono    | イズタニタカヒロ | 5:18  |
| 3.                         | 「個人授業 -Instrumental」 |           | 都倉俊一         | 4:26  |
| 4.                         | 「pinkies -Instrumental」  |           | イズタニタカヒロ | 5:13  |
| 合計時間:                  | 合計時間:                  | 合計時間: | 合計時間:        | 19:23 |

#### 解説
1. 個人授業
フィンガー5の同名曲をダンスロック調にリアレンジしてカバーした楽曲[2]。
2. pinkies
3. 個人授業 -Instrumental
表題曲のインストゥルメンタルバージョン。
4. pinkies -Instrumental
カップリング曲のインストゥルメンタルバージョン。

### 参加ミュージシャン
- misono：Vocal (#1,2)

support musician
- イズタニタカヒロ：Programming (全曲)、Guitar (#2,4)
- 西川進：Guitar & Bass (#1,3)
- アカデミーオールスターズ：Audience Voice (#1)

### タイアップ
- 日本テレビ系列バラエティ番組『ミラクル☆シェイプ』2006年5月度エンディングテーマ (#1)

### 収録アルバム
- never+land (#1,2)

## Caocaoによるカバー
「個人授業」（こじんじゅぎょう）は、日本の音楽ユニット・Caocaoのシングル。

### 概要
- Every Little Thingの持田香織と、ORIGINAL LOVEの田島貴男からなる期間限定の音楽ユニットによる作品[3]。
- 表題曲は綾瀬はるか主演の映画『おっぱいバレー』の主題歌に起用された[3]。
- 初回生産限定盤と通常盤の2形態で発売された。初回生産限定盤には特典として表題曲のビデオクリップのオリジナルバージョンと映画バージョン、映画『おっぱいバレー』の予告編が収録されたDVDが同梱された[3]。
- ミュージシャンと森永乳業、タワーレコードが、チルド飲料『リプトンEXTRA SHOT』のリニューアル及び新商品と、2組のミュージシャンのシングル発売に合わせて展開するマーケティング「タワレコラボ」の第2弾としてDewと共に選出された[4]。

### 収録曲
| 全作曲: 都倉俊一、全編曲: 田島貴男。 |                             |           |            |      |
| #                                    | タイトル                    | 作詞      | 作曲・編曲 | 時間 |
| 1.                                   | 「個人授業」                | 阿久悠    | 都倉俊一   | 3:29 |
| 2.                                   | 「個人授業 (Instrumental)」 |           | 都倉俊一   | 3:22 |
| 合計時間:                            | 合計時間:                   | 合計時間: | 6:51       |      |

#### 解説
1. 個人授業
田島貴男はこの楽曲のアレンジを1日で完成させたという[3]。
ビデオクリップは、中学校でシークレットライブを行うメンバーの様子をドキュメンタリータッチで描くテーマで制作された[3]。
2. 個人授業 (Instrumental)
表題曲のインストゥルメンタルバージョン。

### 参加ミュージシャン
Caocao
- 持田香織：Vocal
- 田島貴男：Guitar

Support Musician
- 鹿島達也：Bass
- 古田たかし：Drums
- 中西康晴：Piano
- 弦一徹ストリングス：Strings
- 西村浩二：Trumpet
- 山本拓夫：Saxophone
- 村田陽一：Trombone

### タイアップ
- ワーナー ブラザース ジャパン・東映配給映画『おっぱいバレー』主題歌 (#1)